# 卡斯卡萊斯縣
卡斯卡萊斯縣（西班牙語：Cantón Cascales），是厄瓜多爾的縣份，位於該國東北部，由蘇昆比奧斯省負責管轄，面積1,248平方公里，2001年人口7,409，人口密度每平方公里5.94人。